# FC Boldurești
FC Boldurești este un club de fotbal din Republica Moldova care evoluează în Divizia "B" Nord.

## Legături externe
- Site-ul oficial Arhivat în 7 septembrie 2010, la Wayback Machine.